# 田坂八十八
田坂 八十八（たさか やそはち、1892年（明治25年）2月25日 - 1981年（昭和56年）3月1日）は、日本の陸軍軍人。最終階級は陸軍中将。

## 経歴
広島県出身。1913年（大正2年）5月、陸軍士官学校（25期）を卒業。同年12月、歩兵少尉に任官した。
1939年（昭和14年）2月、盛岡陸軍予備士官学校生徒隊長に就任し、同年3月、歩兵大佐に昇進。1940年（昭和15年）3月、歩兵第54連隊長に発令され日中戦争に出征。予南作戦などに参戦した。1941年（昭和16年）3月、大阪陸軍幼年学校長に転じた。1943年（昭和18年）3月、陸軍少将に進級し歩兵第53旅団長に発令され中国戦線に出征。済南に駐屯して治安維持活動に従事した。1945年（昭和20年）1月、独立混成第75旅団長に発令され台湾に赴任し、新竹南方で防御準備を実施。同年4月、陸軍中将に昇進し第9師団長に親補され終戦を迎えた。1948年（昭和23年）1月31日、公職追放仮指定を受けた。
1981年3月、胃癌と老衰のため河内長野市の国立大阪南病院で死去した。